# SIGN (음반)
《SIGN》은 영국의 일렉트로닉 음악 듀오 오테커의 14번째 음반이다. 2020년 9월 2일 트위터를 통해 워프 레코즈에서 음반이 발매될 것이라 발표하였으며, 10월 16일에 발매하였다. 커버와 패키지의 그림은 이전에도 오테커와 작업을 몇 번 같이 하였던 디자이너스 리퍼블릭이 참여하였다. 10월 8일부터 오테커의 웹사이트에서 광고를 시작하였다. 이 음반은 사전 주문한 사람들에 한해 디지털 다운로드가 가능토록 하였다.

## 트랙 리스트
| 전문가 평가      | 전문가 평가 |
| 총 점수          | 총 점수     |
| 출처             | 점수        |
| ---------------- | ----------- |
| 메타크리틱       | 82/100      |
| 평가 점수        |             |
| 출처             | 점수        |
| AllMusic         | [ 6 ]       |
| Beats Per Minute | 79%         |
| Clash            | [ 8 ]       |
| Exclaim!         | [ 9 ]       |
| The Guardian     | [ 10 ]      |
| Loud and Quiet   | 7/10        |
| Pitchfork        | 8.1/10      |

모든 트랙은 션 부스와 롭 브라운이 만들었다.
| #            | 제목            | 재생 시간 |
| ------------ | --------------- | --------- |
| 1.           | 〈M4 Lema〉     | 8:49      |
| 2.           | 〈F7〉          | 5:56      |
| 3.           | 〈si00〉        | 5:51      |
| 4.           | 〈esc desc〉    | 4:55      |
| 5.           | 〈au14〉        | 5:03      |
| 6.           | 〈Metaz form8〉 | 6:00      |
| 7.           | 〈sch.mefd 2〉  | 5:25      |
| 8.           | 〈gr4〉         | 3:21      |
| 9.           | 〈th red a〉    | 6:35      |
| 10.          | 〈psin AM〉     | 6:20      |
| 11.          | 〈r cazt〉      | 7:12      |
| 총 재생 시간 | 총 재생 시간    | 65:33     |

| #   | 제목      | 재생 시간 |
| --- | --------- | --------- |
| 12. | 〈n Cur〉 |           |